# Dendroseris
Dendroseris é um género botânico pertencente à família Asteraceae.

## Espécies
- Dendroseris berteriana
- Dendroseris gigantea
- Dendroseris litoralis
- Dendroseris macrantha
- Dendroseris macrophylla
- Dendroseris marginata
- Dendroseris micrantha
- Dendroseris neriifolia
- Dendroseris pinnata
- Dendroseris pruinata
- Dendroseris regia